# CGTN (телеканал)
CGTN (China Global Television Network — «Китайская глобальная телевизионная сеть», ранее CCTV News) — китайский международный новостной телеканал для международной аудитории на английском, русском и др. языках. Вещает круглосуточно. Является государственным СМИ КНР и находится под контролем Отдела пропаганды Компартии Китая.

## История
«CCTV News» вырос из телеканала «CCTV International» (также известного в Китае под названием «CCTV-9»), который был запущен 25 сентября 2000 года.
26 апреля 2010 года с 19:00 по пекинскому времени канал был переименован из «CCTV-9» в «CCTV News».
Все каналы и подразделения в международной группе CCTV были переименованы в CGTN 31 декабря 2016 года.

## Передачи
Показывает новости, репортажи и аналитические программы, а также тематические выступления и доклады.

## Покрытие и технические данные
Канал бесплатен, со спутника доступен на всех континентах, во многих странах есть в кабельных и IPTV-сетях, также в эфире.

## CGTN в России
Телеканал CGTN зарегистрирован в России Роскомнадзором как СМИ № ФС77-74230 от 02.11.2018. В качестве учредителя выступает общество с ограниченной ответственностью «СПБТВ МЕДИА», которое также обладает лицензией на телевизионное вещание. Официально соглашение между ООО «СПБТВ МЕДИА» и Медиакорпорацией Китая о получении лицензии и подготовке к вещанию каналов CGTN, CGRN-Русский и CCTV-4 в Российской Федерации было подписано в июне 2019 года в ходе государственного визита Председателя КНР Си Цзиньпина в Российскую Федерацию.